# Kongolo (Tanzania)
Kongolo è una circoscrizione rurale (rural ward) della Tanzania situata nel distretto di Magu, regione di Mwanza. Conta una popolazione di 14 264 abitanti (censimento 2012).